# Theologisches Propädeutikum
Ein Theologisches Propädeutikum ist eine verpflichtende Vorbereitungsveranstaltung für Studenten der katholischen Theologie, die das Priesteramt anstreben. Hier sollen grundlegende Einführungen in das Theologiestudium und praktisch-liturgische Einführungen stattfinden. Hierzu zählt etwa Stimmbildung. Derzeit wird in Deutschland die Eingliederung des Propädeutikums in ein Theologisches Vorseminar überdacht.
Das Propädeutikum widmet sich unterschiedlichen Themen und ist in deutschsprachigen Diözesen nicht einheitlich aufgebaut. Im Bistum Münster dauert der Propädeutische Kurs sechs Monate (Stand 2020). Für den Bereich der Bayerischen Bischofskonferenz besteht eine einheitliche Regelung des Theologischen Propädeutikums, das dort ein Jahr dauert und für die nordbayerischen, sowie ostdeutschen Diözesen zentral in Bamberg, für die südbayerischen dagegen in Passau durchgeführt wird.
Die Frage, inwiefern das Propädeutikum dazu diene, die alten Sprachen für das Theologiestudium zu erlernen, wurde und wird von den deutschen Diözesen sehr unterschiedlich eingeschätzt. Dies war in der ursprünglichen Konzeption des Propädeutikums zwar nicht eingeplant, wurde aber auf ausdrücklichen Wunsch des Papstes hinzugefügt. Das Propädeutikum der Diözese Rottenburg-Stuttgart etwa ist unmittelbar aus dem diözesaneigenen Spracheninstitut Theologisches Vorseminar Ambrosianum hervorgegangen. Beim Studium der evangelischen Theologie an der Humboldt-Universität in Berlin ist das Erlernen der alten Sprachen im Propädeutikum verpflichtend.

## Struktur
In vielen Diözesen umfasst das Theologische Propädeutikum Inhalte in folgender Grundstruktur:
Einführungswoche
Die Einführungswoche steht unter dem Motto „convivere – condividere – conferre“ und widmet sich grundlegenden Dingen des gemeinsamen Lebens im Priesterseminar bzw. Theologenkonvikt.
Biblischer Basiskurs
In einem biblischen Basiskurs sollen Grundzüge kirchlicher Schriftauslegung vermittelt und Fremdsprachenkenntnisse aufgefrischt werden. Das Erlernen der alten Sprachen Althebräisch, Altgriechisch und Latein erfolgt meist in einem theologischen bzw. philologischen Vorseminar, wenn nicht bereits am Gymnasium geschehen.
Systematischer Basiskurs
Der systematische Basiskurs will in die Grundzüge kirchlicher Glaubensgestalt einführen und die theologischen Disziplinen Dogmatik, Fundamentaltheologie und Philosophie vorstellen.
Liturgischer Basiskurs
Der liturgische Basiskurs zeigt die Grundzüge kirchlichen Feierns und führt in die praktisch-theologische Problematik ein.